# Würenlos
Würenlos (schweizertyska: Würelos) är en ort och kommun i distriktet Baden i kantonen Aargau, Schweiz. Würenlos ligger norr om Limmat i Furttal, vid gränsen till kantonen Zürich. Kommunen har 6 830 invånare (2023).